# Alex Grey

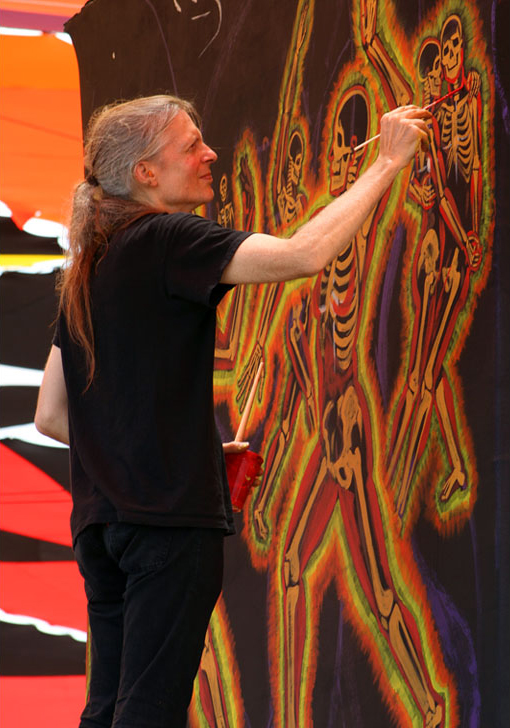
Alex Grey schildert

Alex Grey (Columbus (Ohio), 29 november 1953) is een Amerikaanse kunstenaar. Hij is bekend geworden door het kunstzinnige werk voor de progressive metalband Tool.
Grey is de zoon van een grafisch-designer en studeerde aan het Columbus College of Art and Design. Later bezocht hij de Boston Museum School, waar hij ook zijn vrouw leerde kennen: Allyson Rymland. Zij was ook kunstenaar en met haar samen maakte hij ook enkele ervaringen met drugs mee. Aan de Harvard Medical School heeft hij vijf jaar meegewerkt op de anatomische afdeling, waar hij het menselijke lichaam kon bestuderen. Hierdoor was hij in staat anatomisch correcte tekeningen en illustraties te maken.
Daarna werd hij voor tien jaar docent voor anatomisch tekenen en plasticeren aan de New Yorker University, tegenwoordig geeft hij cursussen over spiritueel tekenen aan verschillende instituten in de VS.
Grey woont samen met zijn vrouw en zijn dochter, de actrice Zena Grey in New York.